# Megachile adeloptera
Megachile adeloptera är en biart som beskrevs av August Schletterer 1891. Megachile adeloptera ingår i släktet tapetserarbin, och familjen buksamlarbin. Inga underarter finns listade i Catalogue of Life.